# Adrián De León
Adrián Javier De León (General Arenales, 12 de mayo de 1989) es un futbolista argentino. Se desempeña como delantero y su primer club fue Rosario Central de Argentina.

## Carrera
Su debut se produjo el 23 de octubre de 2009 en la victoria de Rosario Central 2-0 ante Independiente de Avellaneda en el Gigante de Arroyito, por la 10.ª fecha del Torneo Apertura, siendo Ariel Cuffaro Russo el entrenador canalla. En esa temporada el cuadro rosarino perdió la categoría; De León jugó 25 partidos y marcó un gol, a Boca Juniors en La Bombonera el 4 de abril de 2010 con victoria de Central 2-1. Durante el Campeonato de Primera B Nacional 2010-11 disputó 10 encuentros y le anotó un tanto a Aldosivi.
Continuó su trayectoria por diversos torneos de ascenso, jugando por Unión de Mar del Plata, El Linqueño, PSM Fútbol, Central Córdoba de Rosario, Atlético Piamonte. En 2018 se sumó a Club Atlético Carcarañá y en el Torneo Federal C 2018 obtuvo una plaza de ascenso al Torneo Federal Regional Amateur 2019.

## Clubes
| Club                       | País      | Año       |
| -------------------------- | --------- | --------- |
| Rosario Central            | Argentina | 2009-2011 |
| Unión de Mar del Plata     | Argentina | 2012      |
| El Linqueño                | Argentina | 2013-2015 |
| PSM Fútbol                 | Argentina | 2015      |
| Central Córdoba de Rosario | Argentina | 2016      |
| Atlético Piamonte          | Argentina | 2017      |
| Club Atlético Carcarañá    | Argentina | 2018-     |

## Palmarés
| Equipo                  | País      | Título           | Año  |
| ----------------------- | --------- | ---------------- | ---- |
| Club Atlético Carcarañá | Argentina | Torneo Federal C | 2018 |